# كوكبة أقمار ون ويب الصناعية

كوكبة الأقمار الصناعية

كوكبة أقمار ون ويب الصناعية هي كوكبة مكونة مبدئيًا من 648 قمرًا صناعيًا من المقرر الانتهاء من إطلاقها في عام 2022، بهدف توفير خدمة الإنترنت عبر الأقمار الصناعية للناس في كل مكان، بدءًا من عام 2021. يتم نشر كوكبة الأقمار الصناعية من قِبل شركة ون ويب، ومقرها في لندن، والتي لها مكاتب في كاليفورنيا وفلوريدا وفرجينيا ودبي وسنغافورة.
أُطلِقت أول ست أقمار صناعية لون ويب في فبراير 2019، وأُطلِقت أول دفعة كبيرة مكونة من 34 قمرًا صناعيًا في فبراير 2020، وأُطلِق 34 قمرًا صناعيًا آخر في مارس 2020. أُطلِق المزيد من الأقمار الصناعية في عام 2021. بُنيت الأقمار الصناعية الصغيرة ضمن مشروع ون ويب للأقمار الصناعية، المُشترك بين إيرباص وون ويب. تدور الأقمار الصناعية حول الأرض في مدار منخفض دائري، على ارتفاع 1200 كيلومتر (750 ميل) تقريبًا، وتقوم بإرسال واستقبال إشارات راديوية في نطاق تردد كيو الطيفي.
في أواخر مارس 2020، بعد تأمين طيف الأقمار الصناعية وحقوقها المدارية مع الاتحاد الدولي للاتصالات وبعد إطلاق 74 قمرًا صناعيًا، أفلست شركة ون ويب بسبب الصعوبات المالية الناجمة عن جائحة كوفيد 19، لكنه حافظت على استمرار مركز التحكم بالأقمار الصناعية التي أُطلِقت بالفعل بينما قررت المحكمة تنظيم أصول ون ويب. خرجت الشركة من الإفلاس في نوفمبر 2020، بعد بيعها إلى حكومة المملكة المتحدة وشركة بهارتي العالمية.

## نظرة تاريخية

### مشاركة جوجل ونقل طيف الأقمار الصناعية
في فبراير 2014، ظهرت تقارير تشير إلى مشاركة جوجل في تقديم خدمات الإنترنت ذات النطاق العريض، عندما ترددت شائعات عن وجود خطط لإطلاق «كوكبة كبيرة جدًا من الأقمار الصناعية» يصل عددها إلى 1600 قمرًا صناعيًا. في مايو 2014، كان مفهوم المشروع الأولي هو إطلاق ما لا يقل عن 20 قمرًا صناعيًا في 20 مستوًا مداريًا مختلفًا لتوفير تغطية إنترنت متسقة لجميع أنحاء سطح الأرض. بحلول يونيو 2014، استحوذت شركة وورلدفو (التي سُميت لاحقًا ون ويب) على طيف الأقمار الصناعية الذي كانت مملوكةً سابقًا لشركة سكايبريدج، التي أفلست في عام 2000، في محاولة لتقديم خدمات الإنترنت ذات النطاق العريض عبر أقمارها الصناعية.
بحلول سبتمبر 2014، كان لدى شركة وورلدفو 30 موظفًا وعدة موظفين من جوجل الذين انضموا إلى الشركة بعد استحواذ جوجل على شركة أوه 3 بي للشبكات في عام 2013. استقال كل من غريغ وايلر وبريان هولز وديفيد بيتينغر من جوجل للانضمام لشركة وورلدفو. أخذوا معهم حقوق استعمال طيف راديوي معين يمكن استخدامه لتوفير خدمات الإنترنت. في ذلك الوقت، كانت وورلدفو تعمل مع سبيس إكس ومؤسسها إيلون ماسك للبحث في توفير خدمات الإنترنت عبر الأقمار الصناعية. مع ذلك، لم يُوقع أي عقد رسمي بين الشركتين ولم يتم التعهد بإطلاق أي أقمار صناعية في عام 2014.

#### سبيس إكس، خطط التصنيع الأولية
بحلول نوفمبر 2014، ذكرت صحيفة وول ستريت جورنال أن ماسك ووايلر يفكران في بناء مصنع أقمار صناعية كبيرة الحجم ومنخفضة التكلفة، وأنه «تم إجراء محادثات أولية مع مسؤولي ولايتي فلوريدا وكولورادو» لبناء مصنع محتمل في هاتين الولايتين، كما ذكرت الصحيفة أن سبيس إكس قد تطلق الأقمار الصناعية. في نوفمبر 2014 أيضًا، قدمت وورلدفو عطاءً «لمصنعي أقمار صناعية لبناء 640 قمرًا صناعيًا بكتلة 125 كيلوجرام»، وطلبت منهم ردًا نهائيًا بحلول منتصف ديسمبر 2014، بعد أن حصلت الشركة على موافقة تنظيمية لاستخدام ترددات الطيف الكهرومغناطيسي المطلوب في منتصف عام 2014.